# Tiabendazol
Tiabendazol je 2-supstituisani benzimidazol koji je uveden u kliničku praksu 1962. On je aktivan protiv raznih nematoda. Ovaj lek ispoljava CNS nuspojave i potencijalno može da bude hepatototoksičan.

## Spoljašnje veze
|  | Molimo Vas, obratite pažnju na važno upozorenje u vezi sa temama iz oblasti medicine (zdravlja). |